# Российско-танзанийские отношения
Российско-танзанийские отношения — дипломатические отношения между Россией и африканским государством Танзания.

## История
24 августа 1896 в Лондоне с Британской империей был подписан договор, обеспечивавший России и Занзибару взаимный режим благоприятствования в торговле (с некоторыми исключениями), а также дававший возможность правителям обеих стран назначать консулов.
Первоначально дипломатические отношения были установлены 11 декабря 1961 года между Советским Союзом и Танганьикой, после получения независимости последней от Великобритании. После объединения 25 апреля 1964 года Танганьики и Занзибара в единое государство Объединённая Республика Танзания дипломатические отношения продолжились в новом качестве.
В результате установления дипломатических отношений были открыты посольство Танзании в СССР в городе Москве, и посольство СССР в Танзании в городе Дар-эс-Саламе.

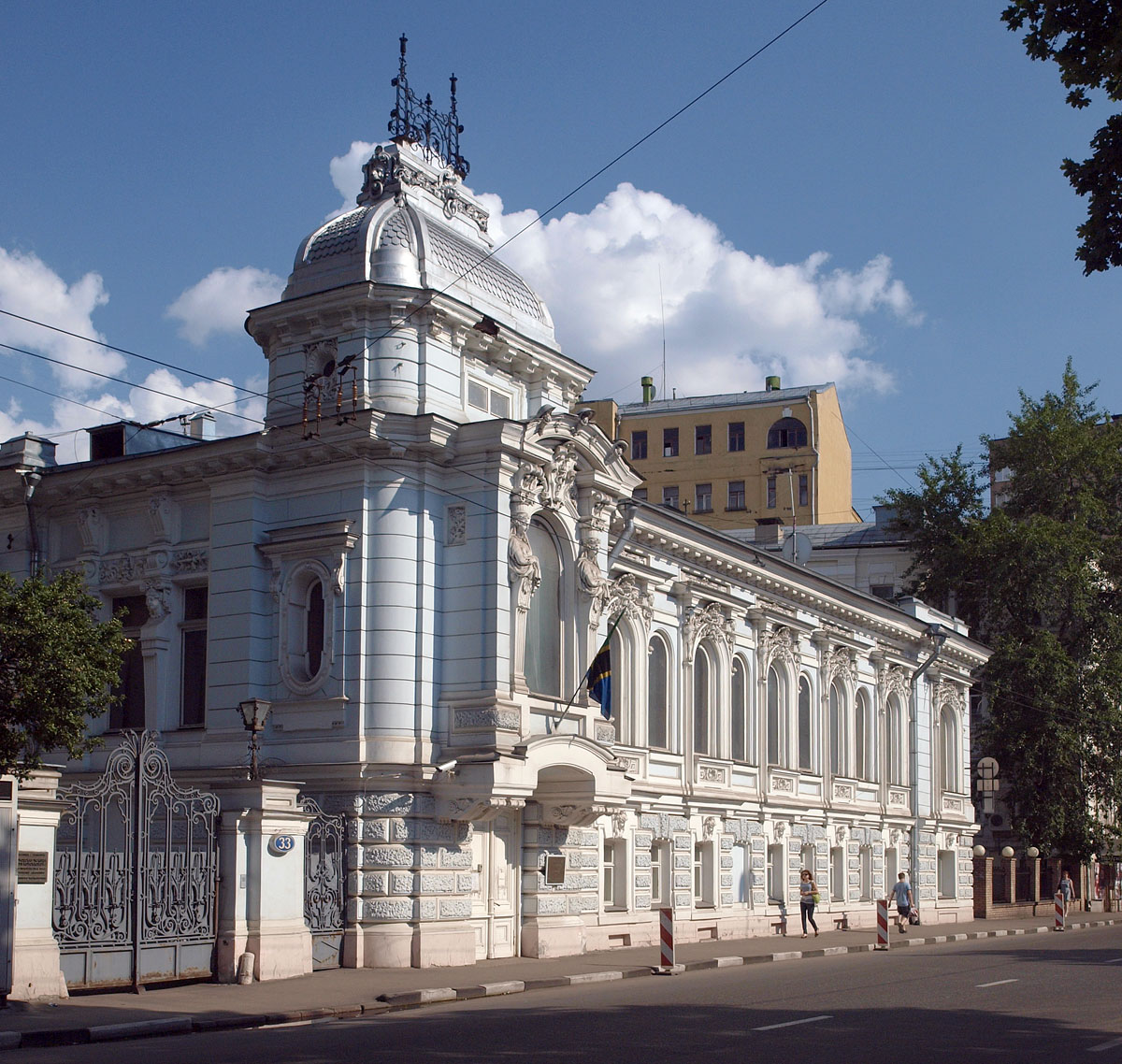
Посольство Танзании в Москве

При установлении дипломатических отношений между странами были заключены следующие базовые соглашения:
- Торговое соглашение — заключено 14 августа 1963 года;
- О культурном сотрудничестве — заключено 6 ноября 1963 года;
- Об экономическом и техническом сотрудничестве — заключено 26 мая 1966 года.

В 1960-х годах СССР предоставил Танзании льготный долгосрочный кредит. В совместном коммюнике, принятом 13 октября 1969 года, страны отмечали готовность к расширению взаимных связей.
Советские геологи разведали несколько месторождений золота, одно из которых, на реке Зира, разрабатывалось при техническом содействии СССР. Также осуществлялись разведочные работы на нефть. При содействии СССР были созданы два государственных хозяйства по выращиванию хлопка и кукурузы, был построен техникум и созданы 6 ветеринарных центров. Множество студентов из Танзании получили высшее образование в Советском Союзе.
После распада СССР, в качестве правопреемника, 30 декабря 1991 года Россия продолжила дипломатические отношения с Танзанией.
В 1995 году сторонами был подписан Протокол о межмидовских консультациях.

### Послы СССР и РФ в Танзании

#### Послы СССР
- Тимощенко Андрей Михайлович (1962—1969)
- Устинов Вячеслав Александрович (1969—1972)
- Слипченко Сергей Александрович (1972—1980)
- Юкалов Юрий Алексеевич (1980—1985)
- Илларионов Сергей Иванович (1985—1989)
- Фиалковский Андрей Игоревич 1989
- Кузнецов Владимир Николаевич (1989—1992)

#### Послы Российской Федерации
- Кулматов Кенеш Нурматович (2 ноября 1992—14 марта 1997)
- Завгаев Доку Гапурович (14 марта 1997—17 февраля 2004)
- Сафонов Леонид Алексеевич (17 февраля 2004—27 августа 2010)
- Ранних Александр Александрович (с 27 августа 2010 - 13 февраля 2015)
- Попов Юрий Фёдорович (с 13 февраля 2015 по настоящее время)

### Послы Танзании в СССР и РФ
- Исаак Абрахам Сепету (1982 — 1989)
- Уильям Лукас Мбаго (1989 — ?)
- Ева Лилиан Нзаро (1998—2002)
- Патрик Сегеджа Чокала (с 2002 по 2020)

## Экономическое сотрудничество
В 2016 году товарооборот между Россией и Танзанией составил 127,7 млн долларов США. Из них на российский экспорт пришлось 79,1 млн долларов, а на импорт — 48,5 млн.
Практически весь импорт в Россию (99,5 %) приходится на продовольственные товары и сельскохозяйственное сырьё: табак (73 %), кофе, чай, пряности (29,6 %), семена, плоды, зерно (4,3 %).
Танзания ввозит из России: злаки (79,4 %), бумагу и картон (6,4 %), удобрения (6,4 %), алюминий и изделия из него (1,9 %), топливо (1,9 %), напитки и уксус (1,5 %).
Международный консорциум, в состав которого входят две российские компании, получил подряд на строительство в Танзании нефтеперерабатывающего завода и трубопровода длиной около 1200 километров. Ориентировочная стоимость проекта составляет 3 млрд долларов США.
В Танзании действуют несколько небольших совместных с Россией приисков по добыче золота.
Росатом через свои дочерние компании получил лицензию на добычу урана на месторождении Mkuju River, однако его разработку отложил минимум до 2020 года.